# Tipula (Eumicrotipula) amphion
Tipula (Eumicrotipula) amphion is een tweevleugelige uit de familie langpootmuggen (Tipulidae). De soort komt voor in het Neotropisch gebied.